# 광주남구종합문화예술회관
광주남구종합문화예술회관은 광주광역시 남구에서 설립하고 사회복지법인 인애동산에서 수탁 운영하고 있는 문화시설이다. 광주광역시 남구 봉선로 208(봉선동 1068번지)에 위치하고 있다.

## 연혁
- 2000년 6월 종합문화예술회관 설계 공모
- 2001년 11월 공사계약 제철(보성건설, 여산건설)
- 2002년 11월 종합문화예술회관 준비단 발족
- 2003년 7월 문예회관 남구청 직영 결정
- 2003년 11월 개관
- 2010년 1월 남구청으로부터 사회복지법인 인애동산 수탁 운영

## 조직

### 사회복지법인 인애동산 이사장

#### 대표
- 관리장
  - 실장
    - 간사

## 같이 보기
- 광주광역시 남구청